# Karl Hoppe (Philologe)
Karl Hoppe (* 12. August 1868 in Berlin; † 5. August 1946 in Wuppertal-Elberfeld) war ein deutscher Klassischer Philologe und Gymnasiallehrer. Er ist besonders durch seine Studien zur Tiermedizin des Altertums bekannt.

## Leben
Karl Hoppe, der Sohn des Gymnasiallehrers Adelbert Hoppe (1827–1894), besuchte von 1877 bis Ostern 1886 das Berlinische Gymnasium zum Grauen Kloster. Nach der Reifeprüfung studierte er Klassische Philologie an der Friedrich-Wilhelms-Universität Berlin (Sommersemester 1886 und ab Wintersemester 1888/89) und an der Universität Göttingen (Wintersemester 1886/87 bis Sommersemester 1888). Er wurde Mitglied des Philologisch-Historischen Vereins Göttingen im Naumburger Kartellverband. Am 15. Juni 1891 wurde er in Göttingen zum Dr. phil. promoviert. Seine Dissertation über die Vergil-Interpretationes des Tiberius Claudius Donatus wurde von Friedrich Leo betreut. Am 5. Juli 1892 legte Hoppe in Berlin die Lehramtsprüfung in den Fächern Latein, Griechisch und Deutsch ab; am 21. November 1893 folgte eine Ergänzungsprüfung im Fach Religion.
Den Vorbereitungsdienst für das höhere Lehramt absolvierte Hoppe in Landsberg an der Warthe (Seminarjahr ab Ostern 1894) und am Königstädtischen Gymnasium zu Berlin (Probejahr ab Ostern 1895). Vom 1. April 1896 bis Pfingsten 1897 unterrichtete er als kommissarischer Hilfslehrer am Friedrich-Wilhelms-Gymnasium (Berlin), ab Ostern 1898 am Friedrich-Wilhelm-Gymnasium in Königsberg in der Neumark. Zum 1. April 1902 wurde er als Hilfslehrer am Friedrichswerderschen Gymnasium zu Berlin angestellt.
Zum 1. April 1903 erhielt Hoppe eine Festanstellung als Oberlehrer am Staatlichen Realgymnasium in Krefeld. Am 2. Juli 1910 erhielt er den Professorentitel. Zum 1. April 1932 trat er in den Ruhestand.
Neben dem Schuldienst beschäftigte sich Hoppe mit der veterinärmedizinischen Überlieferung des Altertums. Sein Hauptwerk ist eine zweibändige kritische Ausgabe der Hippiatrica, die er zusammen mit Eugen Oder veranstaltete.

## Schriften
- De Tib. Claudio Donato Aeneidos interprete. Göttingen 1891 (Dissertation)
- mit Eugen Oder: Corpus hippiatricorum Graecorum. 2 Bände, Leipzig 1924–1927. Nachdruck Stuttgart 1971
- Zur Mulomedicina Chironis. Leipzig 1925
- Pelagoniusstudien. Leipzig 1929 (Abhandlungen aus der Geschichte der Veterinärmedizin 15)
- Kritische und exegetische Nachlese zu Ihms Pelagonius. Leipzig 1929 (Abhandlungen aus der Geschichte der Veterinärmedizin 19)
- Die Chironfrage. Leipzig 1933